# ڊ
Ḍal (ڊ) est une lettre additionnelle de l’alphabet arabe utilisée dans l’écriture de l’od, du sindhi, du javanais écrit avec le pegon, du malayalam mappila écrit avec l’arabi malayalam, du malgache écrit avec le sora-be, ainsi que du tamoul écrit avec l’arwi.

## Utilisation
Dans l’écriture du sindhi avec l’alphabet arabe, ‹ ڊ › représente une consonne occlusive rétroflexe voisée [ɖ].
Dans l’écriture du tamoul arwi avec l’alphabet arabe, ‹ ڊ › représente une consonne occlusive rétroflexe sourde [ʈ]. Celle-ci est représentée avec le ra ‹ ட › dans l’alphasyllabaire tamoul.
Dans l’écriture du malgache avec le sora-be, ‹ ڊ › représente une consonne occlusive rétroflexe voisée [ɖ],.
Dans l’écriture du javanais avec le pegon, ‹ ڊ › représente une consonne occlusive rétroflexe voisée [ɖ], et est aussi parfois remplacé par un dāl trois points souscrits ‹ ࢮ ›.